# Pyrenacantha volubilis
Pyrenacantha volubilis är en tvåhjärtbladig växtart som beskrevs av Robert Wight. Pyrenacantha volubilis ingår i släktet Pyrenacantha och familjen Icacinaceae. Inga underarter finns listade i Catalogue of Life.